# Панасівка (Баштанський район)
Пана́сівка — село в Україні, у Володимирівській сільській громаді Баштанського району Миколаївської області. Населення становить 87 осіб.